# X Pixmap
X Pixmap або (XPM) — це текстовий формат графічних файлів для системи X Window. Він був створений у 1989 Daniel Dardailler та Colas Nahaboo, коли вони працювали в INRIA, Франція, і пізніше був вдосконалений Arnaud Le Hors. Цей формат призначений для створення іконок, і він підтримує прозорий колір. Має просту структуру, успадковану від раннього синсаксису XBM. Може бути створений і редагований за допомогою будь-якого текстового редактора. Може бути включений в текст програми на C.